# Sir William Peel Island
Sir William Peel Island, także: Peel Island – czwarta pod względem wielkości wyspa leżąca w środkowej części Archipelagu Ritchie w Andamanach.

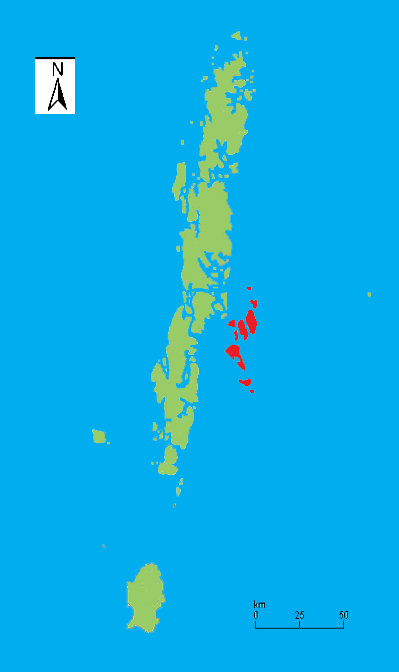
Mapa Andamanów z Archipelagiem Ritchie (w kolorze czerwonym).